# Italia Oggi
Italia Oggi è un quotidiano economico, giuridico e politico.

## Descrizione
Il quotidiano italiano, noto per la sua attenzione verso temi normativi e giuridici, viene fondato nel 1987, e presenta anche una versione settimanale, Italia Oggi Sette. 
Entrambi i giornali si rivolgono principalmente ai professionisti su temi quali diritto, fisco, economia, finanza, marketing, lavoro e altro. Sul settimanale sono presenti maggiori approfondimenti e anche guide pratiche sugli argomenti sopracitati.
La testata è di proprietà di un ente non profit, l’Associazione ItaliaOggi, che le permette di operare in totale autonomia, sia sui giornali cartacei che sul web, Italia Oggi infatti ha una forte presenza online, grazie al suo sito web, ed è attiva sulle piattaforme social principali.
Italia Oggi collabora anche all'organizzazione di alcuni eventi per professionisti quali il Forum dei commercialisti , Il Milano Marketing Festival, e i convegni dedicati al mondo legale e a quello dell'agricoltura .

## Storia
La testata è stata fondata da Francesco Zuzic e Pietro Angeli, fondatori ed amministratori di Ipsoa, già presente sul mercato italiano come casa editrice nel settore dell'editoria tecnica (economia e fisco, in prevalenza). La sede era allora a Milano in via Santa Maria Segreta. Il quotidiano era fatto da un'ottantina di giornalisti (tra cui Livio Sposito, Bruno Costi, Mario Margiocco e Gegia Celotti come responsabile del progetto grafico); la raccolta della pubblicità era affidata alla concessionaria Publikompass. Sotto la direzione di Marco Borsa e Alberto Mazzuca condirettore, il primo numero è uscito il 19 novembre 1986.
Grazie alle intese con l'americano Wall Street Journal e l'inglese The Independent, il quotidiano poteva utilizzare i loro articoli. La foliazione, ripresa dall'americana USA Today, era innovativa in Italia: il giornale era formato da quattro dorsi: economia italiana ed estera nei primi due, norme e tributi nel terzo, finanza nel quarto. Italia Oggi si rivolgeva al mondo dei professionisti (avvocati, commercialisti, ragionieri), utilizzando la specializzazione in questo campo dell'Ipsoa, e al mondo del risparmio, cavalcando la recente nascita dei fondi comuni di investimento. Sulla falsariga del Wall Street Journal, l'articolo di apertura in prima pagina proseguiva all'interno del giornale. Ma la stampa in quattro dorsi separati richiese un impianto tipografico speciale e una distribuzione diretta. I costi salirono e nemmeno un anno dopo sorsero problemi di liquidità.
Alla fine del 1987 il giornale venne ceduto al costruttore Giuseppe Cabassi. Iniziò una girandola di cambiamenti di propriertà. Nemmeno dieci mesi più tardi il quotidiano fu nuovamente ceduto, questa volta al Gruppo Ferruzzi che, coinvolto da lì a poco con Raul Gardini nello scandalo Enimont, decise di vendere la testata, che ritornò brevemente nel 1991 a Francesco Zuzic. Il quotidiano sospese le pubblicazioni dal 28 giugno al 6 agosto 1991. Durante questo periodo la sede venne trasferita in via Marco Burigozzo presso il nuovo proprietario, Class Editori. Iniziò una coabitazione con MF Milano Finanza, l'altro quotidiano della casa editrice. La nuova gestione si pose come obiettivo una diffusione di 27 000 copie e affidò la direzione a Pierluigi Magnaschi, che si trovò, così, a sommare questa carica a quella di direttore di MF Milano Finanza.

## Variazione dell'assetto proprietario
- 1986: la testata viene fondata dall'Istituto postuniversitario di studi e organizzazione aziendale Ipsoa, nonché casa editrice specializzata nel settore tecnico (economia e fisco) ed elettronico. Il quotidiano viene gestito dalla società finanziaria «Finedit 2000». Dopo il primo anno di vita l'azienda deve essere ricapitalizzata. All'Ipsoa si affianca il commercialista torinese Guido Accornero, che sostiene parte dell'impegno finanziario[9].
- 1987: In ottobre i due fondatori, Francesco Zuzic e Pietro Angeli, decidono di cedere sia Ipsoa sia Finedit 2000. Entrambe vengono rilevate dal costruttore Giuseppe Cabassi, fondatore dell'omonimo gruppo. L'immobiliarista-finanziere milanese sostiene la maggior parte dell'onere della ricapitalizzazione da 10 a 25 miliardi[9].
- 1988: In luglio Cabassi cede Italia Oggi al Gruppo Ferruzzi[10][11].
- 1991: L'esercizio finanziario del solo anno 1990 si chiude con una perdita di 40 miliardi di lire. La crisi societaria del Gruppo Ferruzzi, coinvolto nelle indagini di Mani pulite sullo scandalo Enimont, determina la cessione della testata, che in marzo torna di proprietà di Francesco Zuzic (Ipsoa)[12]. Questi, tre mesi dopo (26 giugno), decide la messa in liquidazione della società editrice[13]. Poche settimane dopo «Finedit 2000» viene rilevata da Paolo Panerai (Class Editori), che il 7 agosto riporta Italia Oggi in edicola. La numerazione, giunta all'anno VI, n. 129, riprende daccapo (7 agosto, Anno I, Numero 1).
- Dal 1991 al 2022 la testata è stata posseduta da una cooperativa di giornalisti, con una maggioranza in quota a Paolo Panerai.
- Da dicembre 2022 la testata è posseduta dall'associazione ItaliaOggi, una onlus senza scopo di lucro.

## Direttori
- Marco Borsa (19 novembre 1986 - settembre 1987)
- Pierluigi Magnaschi (18 ottobre 1987 - 15 dicembre 1988)
- Giuseppe Columba (16 dicembre 1988 - febbraio 1990)
- Antonio Mereu (febbraio 1990 - 27 giugno 1991?)
- Pierluigi Magnaschi, 2ª volta (7 agosto 1991 - 13 settembre 1999)[14]

- Mauro Tedeschini (14 settembre 1999 - 4 luglio 2000)

...
- Franco Bechis (1º febbraio 2006 - novembre 2009)
- Pierluigi Magnaschi, 3ª volta (novembre 2009 - in carica)

## Diffusione
La diffusione di un quotidiano si ottiene, secondo i criteri dell'ADS, dalla somma di: Totale Pagata + Totale Gratuita + Diffusione estero + Vendite in blocco.

Dal 2021 ADS ha abbandonato la distinzione tra copia cartacea e copia digitale, che è stata sostituita dalla distinzione tra «vendite individuali» (copie pagate dall’acquirente) e «vendite multiple» (copie pagate da terzi).
| Anno | Diffusione |
| ---- | ---------- |
| 2023 | 16 298     |
| 2022 | 17 627     |
| 2021 | 21 466     |

| Anno | Totale diffusione (cartacea + digitale) | Diffusione cartacea | Tiratura |
| ---- | --------------------------------------- | ------------------- | -------- |
| 2020 | 20 569                                  | 14 072              | 36 975   |
| 2019 | 26 743                                  | 23 284              | 57 109   |
| 2018 | 29 847                                  | 25 810              | 61 960   |
| 2017 | 32 898                                  | 31 360              | 67 526   |
| 2016 | 39 762                                  | 38 217              | 75 074   |
| 2015 | 43 070                                  | 41 200              | 80 891   |
| 2014 | 61 901                                  | 39 955              | 80 281   |
| 2013 | 67 307                                  | 64 395              | 108 428  |

| Anno | Diffusione |
| ---- | ---------- |
| 2012 | 80 536     |
| 2011 | 85 243     |
| 2010 | 89 088     |
| 2009 | 86 892     |
| 2008 | 86 934     |
| 2007 | 89 343     |
| 2006 | 88 552     |
| 2005 | 80 295     |
| 2004 | 79 384     |
| 2003 | 79 499     |
| 2002 | 79 167     |
| 2001 | 79 153     |
| 2000 | 75 147     |
| 1999 | 60 166     |
| 1998 | 55 006     |
| 1997 | 46 907     |
| 1996 | 39 604     |
| 1995 | 33 503     |

Dati ADS - Accertamenti Diffusione Stampa